# Lampoh Oe
Lampoh Oe is een bestuurslaag in het regentschap Bireuen van de provincie Atjeh, Indonesië. Lampoh Oe telt 480 inwoners (volkstelling 2010).